# Pierre-Antoine Poiteau
Pierre-Antoine Poiteau, às vezes incorretamente nomeado  Antoine Poiteau ou Alexandre Poiteau, (Ambleny, Aisne, 1766 — Paris, 1854) foi um botânico e horticultor francês.